# 26.ª Divisão Panzer (Alemanha)
A 26ª Divisão Panzer (em alemão: 26. Panzer-Division) foi uma unidade militar blindada da Alemanha que esteve em serviço durante a Segunda Guerra Mundial.

## Comandantes
| Comandante                                  | Data                                                      |
| ------------------------------------------- | --------------------------------------------------------- |
| Oberst Smilo Freiherr von Lüttwitz          | 14 de setembro de 1942 - 30 de setembro de 1942 m.d.F.b.  |
| Generalmajor Smilo Freiherr von Lüttwitz    | 1 de outubro de 1942 - 21 de janeiro de 1944              |
| Oberst Hans Hecker                          | 22 de janeiro de 1944 - 11 de abril de 1944 m.d.st.F.b.   |
| Oberst Dr. Hans Boelsen                     | 11 de abril de 1944 - 7 de maio de 1944 m.d.st.F.b.       |
| Generalleutnant Smilo Freiherr von Lüttwitz | 8 de maio de 1944 -6 de julho de 1944                     |
| Oberst Eduard Crasemann                     | 6 de julho de 1944 - 18 de julho de 1944 m.d.F.b.         |
| Generalmajor Dr. Hans Boelsen               | 19 de julho de 1944 - 26 de agosto de 1944 m.d.st.F.b.    |
| Oberst Eduard Crasemann                     | 27 de agosto de 1944 - 30 de setembro de 1944 m.d.F.b.    |
| Generalmajor Eduard Crasemann               | 1 de outubro de 1944 - 14 de janeiro de 1945              |
| Oberst Karl Stollbrock                      | 15 de janeiro de 1945 - 28 de janeiro de 1945 m.d.st.F.b. |
| Oberst Alfred Kuhnert                       | 29 de janeiro de 1945 - 28 de fevereiro de 1945 m.d.F.b.  |
| Generalleutnant Viktor Linnarz              | 1 de março de 1945 - 8 de maio de 1945                    |

## Área de operações
| Bélgica | setembro de 1942 - de outubro de 1942 |
| França  | outubro de 1942 - julho de 1943       |
| Itália  | julho de 1943 - de maio de 1945       |